# Stylo
"Stylo" és el primer senzill del tercer àlbum d'estudi del grup Gorillaz, Plastic Beach, publicat el 26 de gener de 2010. Inclou la col·laboració de Bobby Womack i Mos Def.

## Informació
El compositor Bobby Womack va rebre la invitació per col·laborar en aquest senzill, però no coneixia de l'existència de Gorillaz i va estar a prop de declinar la invitació. Això no obstant, la seva filla era seguidora del grup i el va aconseguir convèncer perquè acceptés. Posteriorment va declarar que va cantar sobre qualsevol cosa que li va passar pel cap durant la gravació de la cançó, per exemple política, amor, o qualsevol cosa per desfogar-se. Era la primera gravació de Womack des de feia quinze o vint anys i per la banda va ser tot un honor. El membre fictici Murdoc Niccals va indicar en una entrevista que "Stylo" representava un nou so del grup, amb una mica més de política i molt més desmoralitzador.
Després de l'estrena d'una petita demo de "Stylo", "Electric Shock" i "Broken" el 14 de gener de 2009 al xou de Zane Lowe, el senzill es fa filtrar en el web oficial del grup el 20 de gener de 2010. Murdoc va indicar en el seu Twitter que Plastic Beach tenia filtracions a causa d'una bala disparada per un pirata rus i que el senzill Stylo s'havia filtrat. L'estrena oficial del senzill fou el mateix dia a NME Radio i seguidament es fa afegir el web oficial del grup. La descàrrega digital estigué disponible a partir del 26 de gener a iTunes.
La recepció per part dels mitjans musicals fou en general positiva, destacant el so i la mescla però criticant la repetitivitat d'alguns versos i cors. Molts mitjans van indicar que l'actuació de Bobby Womack fou emotiva i sensacional. Per altra banda, el resultat no fou tan satisfactori en les llistes més importants, ni tan sols a les llistes de cançons alternatives. Tanmateix, al Japó va esdevenir el primer senzill del grup en entrar al Top 10.
El 14 de febrer de 2010 es va anunciar que el rodatge del videoclip es faria al poble deshabitat de Calico, Califòrnia. L'estrena del videoclip estava prevista pel 27 de febrer, però finalment es va posposar fins al 4 de març, tot i que el dia 1 es va penjar en el portal oficial de Gorillaz a YouTube. El tema principal és una persecució amb cotxe que recorda la pel·lícula australiana de terror Wolf Creek, tot i que el grup tampoc no ha confirmat aquest influència. En Murdoc, en 2D i en Noodle com un androide (que té una forat de bala al cap), apareixen força demacrats en un Chevrolet Camaro negre fumejant, fugint per una carretera del desert californià. Es troben un policia força inepte que els persegueix quan detecta que sobrepassen el límit de velocitat però en Noodle comença a disparar al cotxe del policia fins que aconsegueix treure'l de la carretera. De sobte apareix Bruce Willis dins un Chevrolet El Camino vermell que els està esperant i els comença a perseguir. En Noodle es col·lapsa i no pot evitar que Willis els atrapi, els comenci a dispara i a intimidar xocant per darrere. Finalment aconsegueix el seu objectiu i els membres de Gorillaz perden el control del cotxe i cauen per un penya-segat fins cap al mar mentre Willis els contempla satisfet. El cotxe s'enfonsa però es transforma en una nau en forma de tauró i continua nedant fins que es perd de vista. La història continua en el senzill On Melancholy Hill. Els personatges generats per ordinador del videoclip els van realitzar l'empresa Passion Pictures amb la co-direcció de Pete Candeland. Durant el videoclip hi apareixen referències a dues cançons de l'àlbum, "Superfast Jellyfish" i "Sweepstakes".

## Llista de cançons
CD Promo
1. "Stylo" (Edició ràdio) - 3:50
2. "Stylo" (Versió àlbum) - 4:30
3. "Stylo" (Instrumental) - 4:30

10" Promo
1. "Stylo" (Edició ràdio) - 3:50
2. "Stylo" (Instrumental) - 4:30

Senzill Descàrrega Digital
1. "Stylo" (Versió àlbum) - 4:30

CD Promo (Remixes)
1. "Stylo" (Labrinth SNES Remix Feat. Tinie Tempah) - 4:15
2. "Stylo" (Alex Metric Remix) - 6:14
3. "Stylo" (DJ Kofi Remix) - 3:44
4. "Stylo" (Chiddy Bang Remix) - 3:38

12" Promo
1. "Stylo" (Versió àlbum) - 4:30
2. "Stylo" (Alec Metric Remix) - 6:14

12" Promo (Remixes) - Part 1
1. "Stylo" (Labrinth Snes Remix Feat Tinie Tempah) - 4:15
2. "Stylo" (Tenkah Remix) - 4:48
3. "Stylo" (Chiddy Bang Remix) - 3:38
4. "Stylo" (Death Metal Scene Remix) - 7:54
5. "Stylo" (Yuksek Remix) - 5:02
6. "Stylo" (DJ Kofi Remix) - 3:44

12" Promo (Remixes) - Part 2
1. "Stylo" (Edició ràdio) - 3:50
2. "Stylo" (Labrinth Snes Remix Feat Tinie Tempah) - 4:15
3. "Stylo" (Thenka Remix)
4. "Stylo" (Alex Metric Remix) - 6:14
5. "Stylo" (Chiddy Bang Remix) - 3:38
6. "Stylo" (Instrumental) - 4:30
7. "Stylo" (From Annie Mac Minimix BY DJ Kofi)
8. "Stylo" (DJ Kofi Remix) - 3:44
9. "Stylo" (Yuksek Remix) - 5:02
10. "Stylo" (Tong & Rogers Wonderland Mix)
11. "Stylo" (Louis La Roche 'Better Late Than Never' Remix)